# Kwak Tae-hwi
Kwak Tae-hwi (* 8. Juli 1981 in Chilgok) ist ein ehemaliger südkoreanischer Fußballspieler.

## Karriere

### Klub
Nach Stationen in Schul- und Universitätsmannschaften wechselte Kwak Anfang 2005 in den Kader des FC Seoul. Seine Einsätze in der Liga konnte man in den folgenden Jahren aber an zwei Händen abzählen. So wechselte er dann auch im Sommer 2007 zu den Chunnam Dragons, wo er bis Ende 2009 verblieb. Mit diesen gewann er dann auch einmal den Pokal.
Sein nächster Wechsel führte ihn dann Anfang 2010 nach Japan zu Kyōto Sanga, wo er dann für ein Jahr blieb. Zum nächsten Jahr kehrte er nach Südkorea zurück und schloss sich Ulsan Hyundai an. Hier hatte er dann die erfolgreichste Zeit in seinem Heimatland. So gewann er mit seiner Mannschaft zuerst den Ligapokal und später noch die AFC Champions League 2012. So kam er anschließend auch bei der Klub-WM 2012 zwei Einsätze.
Ab Januar 2013 wechselte er erneut ins Ausland, diesmal zum saudi-arabischen Klub al-Shabab. In dem Jahr, das er dort verbrachte, kam er aber nicht einmal auf mehr als zehn Einsätze innerhalb der nationalen Liga. So stand auch bereits kurz vor dem Jahreswechsel auch ein weiterer Klubwechsel für ihn an. Er blieb hierfür in dem arabischen Land und schloss sich nun al-Hilal an. Diesmal bekam er zumindest ab der Saison 2014/15 wieder vermehrt Einsätze. Mit seinem Team gewann er in dieser Saison dann auch den King Cup sowie eine Saison später den Crown Prince Cup und den Superpokal.
Im Sommer 2016 verließ er dann wieder das Land und kehrte ein zweites Mal in sein Heimatland zurück, um hier seine Karriere ausklingen zu lassen. Erste Station war noch einmal der FC Seoul, mit welchem er sogar Meister wurde. Von Anfang 2019 bis Ende 2020 spielte er danach noch einmal für den Gyeongnam FC und beendete anschließend seine Karriere.

### Nationalmannschaft
Sein erstes bekanntes Spiel für die südkoreanische Nationalmannschaft absolvierte er am 30. Januar 2008 bei einer 0:1-Freundschaftsspielniederlage gegen Chile. Weiter ging es für ihn dann bei einem Qualifikationsspiel für die Weltmeisterschaft 2010 sowie danach mit drei Spielen bei der Ostasienmeisterschaft 2008. Nach einigen Einsätzen im Jahr 2008 machte das nächste Jahr da eine Ausnahme, als er lediglich in einem Freundschaftsspiel eingesetzt wurde.
Im Jahr 2010 ging es dann für ihn weiter mit der Ostasienmeisterschaft 2010 sowie weiteren Freundschaftsspielen in Vorbereitung auf die Asienmeisterschaft 2011, die im nächsten Januar folgte und bei der er auch Teil des Kaders war. Hier belegte er mit seinem Team später den dritten Platz. Nach diesem Turnier ging es gleich weiter mit der Qualifikationsphase zur Weltmeisterschaft 2014, in der er besonders in den Jahren 2012 und 2013 oft zum Einsatz kam. Er war später dann auch Teil des Kaders bei der Endrunde, erhielt hier jedoch keinerlei Einsatzzeit. Danach stand er noch im Kader bei der Asienmeisterschaft 2015, verpasste mit seiner Mannschaft im Finale jedoch wieder einen Titel.
In den nächsten Jahren kam er dann in der Qualifikation für die Weltmeisterschaft 2018 zum Einsatz und absolvierte in dieser Phase auch sein letztes Spiel für die Nationalmannschaft am 13. Juni 2016 gegen Katar.